# Tiền hàng hóa
Tiền hàng hóa là tiền có giá trị xuất phát từ hàng hóa tạo ra. Tiền hàng hóa bao gồm các vật có giá trị hoặc giá trị sử dụng của nó (giá trị nội tại) cũng như giá trị khi mua hàng hóa. Nó đối lập với tiền đại diện, cái không có giá trị nội tại nhưng đại diện cho một thứ gì đó có giá trị như vàng hoặc bạc, có thể trao đổi được và tiền định danh, cái có được giá trị từ việc tạo ra tiền theo quy định của chính phủ.
Ví dụ về hàng hóa đã được sử dụng làm phương tiện trao đổi bao gồm vàng, bạc, đồng, muối, hạt tiêu, trà, thắt lưng, vỏ sò, rượu, thuốc lá, lụa, kẹo, móng tay, hạt ca cao, bò và lúa mạch. Một số loại tiền hàng hóa đôi khi được sử dụng cùng nhau, với giá trị tương đối cố định trong nền kinh tế định giá hàng hóa hoặc có hệ thống giá cả khác nhau.